# Gegantona Mary Santpere
La Gegantona Mary Santpere pertany a la comparsa del Poble Espanyol. Representa un dels personatges més populars de l'escena barcelonina: l'actriu, vedet i humorista coneguda també per la Reina del Paral·lel.
La gegantona Mary Santpere es va construir el 1989 al taller de Can Boter, a Tiana, i és propietat de l'empresa que gestiona el Poble Espanyol. En un primer moment va ser exposada a la Taverna d'en Benito Vela, i després va ser portada al recinte del Poble Espanyol per ser mostrada amb la resta de figures del parc.
La figura sol sortir amb els Gegants del Poble Espanyol, en Marcel i la Clara, gegants de la comparsa que representen els primers visitants del Poble Espanyol, i amb quatre gegantons més, la Rosalia, en Feliu, la Paulina i l'Andreu, que simbolitzen les estacions de l'any. Tots plegats es deixen veure en actes i celebracions del parc i en cercaviles o trobades de fora, on són convidats.